# 2023年のバドミントン日本代表
2023年のバドミントン日本代表は、日本バドミントン協会によって選出された令和5年（2023年）の国際大会に派遣されるナショナルチーム。2023年1月23日に発表された。

## 2023年日本代表選手及びコーチ

### 日本代表選手

#### ナショナルチームA代表
| - 男子選手 - 桃田賢斗（NTT東日本） - 常山幹太（トナミ運輸） - 西本拳太（ジェイテクト） - 奈良岡功大（FWDグループ） - 保木卓朗（トナミ運輸） - 小林優吾（トナミ運輸） - 古賀輝（NTT東日本） - 齋藤太一（NTT東日本） - 竹内義憲（日立情報通信エンジニアリング） - 松居圭一郎（日立情報通信エンジニアリング） - 武井優太（NTT東日本） - 遠藤彩斗（NTT東日本） - 渡辺勇大（BIPROGY） - 金子祐樹（BIPROGY） - 山下恭平（NTT東日本） - 緑川大輝（NTT東日本） | - 女子選手 - 山口茜（再春館製薬所） - 奥原希望（太陽ホールディングス） - 大堀彩（トナミ運輸） - 郡司莉子（再春館製薬所） - 福島由紀（丸杉） - 廣田彩花（丸杉） - 永原和可那（北都銀行） - 松本麻佑（北都銀行） - 志田千陽（再春館製薬所） - 松山奈未（再春館製薬所） - 櫻本絢子（ヨネックス） - 宮浦玲奈（ヨネックス） - 東野有紗（BIPROGY） - 松友美佐紀（BIPROGY） - 篠谷菜留（NTT東日本） - 齋藤夏（ACT SAIKYO） - 朴柱奉（日本バドミントン協会） - 中島慶（日本バドミントン協会） - タン・キムハー（日本バドミントン協会） - 中西洋介（日本バドミントン協会） - ジェレミー・ガン（日本バドミントン協会） - 今別府香里（ヨネックス） |

### ナショナルチームB代表
| - 男子選手 - 渡邉航貴（BIPROGY） - 田中湧士（NTT東日本） - 秦野陸（トナミ運輸） - 高橋洸士（トナミ運輸） - 大林拓真（トナミ運輸） - 村本竜馬（ジェイテクト） - 岡村洋輝（BIPROGY） - 三橋健也（BIPROGY） - 西田陽耶（トナミ運輸） - 目崎駿太郎（トナミ運輸） - 小川航汰（日本大学） - 熊谷翔（日本大学） - 沖本優大（埼玉栄高校） - 谷岡大后（ふたば未来学園高校） - 西大輝（龍谷大学） - 江藤佑太（東海興業） | - 女子選手 - 髙橋明日香（ヨネックス） - 川上紗恵奈（北都銀行） - 仁平菜月（ヨネックス） - 水津愛美（ACT SAIKYO） - 栗原あかり（筑波大学） - 宮崎友花（柳井商工高校） - 中西貴映（BIPROGY） - 岩永鈴（BIPROGY） - 廣上瑠依（再春館製薬所） - 加藤佑奈（再春館製薬所） - 須藤海妃（ふたば未来学園高校） - 山北奈緒（ふたば未来学園高校） - 保原彩夏（ヨネックス） - 水津優衣（ACT SAIKYO） - 佐藤灯（レゾナック） - 佐藤杏（レゾナック） - 神山歩美（七十七銀行） - 崔相範（日本バドミントン協会） - リー・ワンワー（日本バドミントン協会） - カレル・マイナキー（日本バドミントン協会） - 舛田圭太（トナミ運輸） - 浦井唯行（インフォマージュ） |

## 参加大会

### 優勝選手
- インド・オープン2023：混合ダブルス - 渡辺勇大、東野有紗
- スペイン・マスターズ2023：男子シングル - 西本拳太
- オルレアン・マスターズ2023(en)：女子ダブルス - 櫻本絢子、宮浦玲奈
- アジア選手権大会2023：女子ダブルス - 福島由紀、廣田彩花
- マレーシア・マスターズ2023：女子シングルス - 山口茜
- シンガポールオープン2023：男子ダブルス - 保木卓朗、小林優吾